# II liga 2017-2018
La II liga 2017-2018, chiamata per ragioni di sponsor eWinner Liga, è stata la 10ª edizione del terzo livello del campionato polacco di calcio dal momento che ha assunto tale denominazione. La stagione regolare è iniziata il 29 luglio 2017 e si concluderà il 3 giugno 2018.

## Formula
Le 18 squadre partecipanti si affrontano due volte in un girone di andata e uno di ritorno per un totale di 34 giornate. Al termine della stagione le ultime quattro qualificate sono retrocesse in III liga, mentre le prime tre sono state promosse in I liga. La quarta classificata ha giocato lo spareggio promozione/retrocessione contro la quartultima della I liga.

## Classifica finale
|  | Pos. | Squadra              | Pt | G  | V  | N  | P  | GF | GS | DR  |
|  | ---- | -------------------- | -- | -- | -- | -- | -- | -- | -- | --- |
|  | 1.   | GKS Jastrzębie       | 65 | 34 | 20 | 5  | 9  | 54 | 30 | +24 |
|  | 2.   | ŁKS                  | 65 | 34 | 18 | 11 | 5  | 47 | 23 | +24 |
|  | 3.   | Warta Poznań         | 62 | 34 | 18 | 8  | 8  | 43 | 24 | +19 |
|  | 4.   | Garbarnia Cracovia   | 57 | 34 | 16 | 9  | 9  | 48 | 35 | +13 |
|  | 5.   | Radomiak Radom       | 55 | 34 | 15 | 10 | 9  | 52 | 37 | +15 |
|  | 6.   | Olimpia Elbląg       | 50 | 34 | 14 | 8  | 12 | 43 | 42 | +1  |
|  | 7.   | Siarka Tarnobrzeg    | 47 | 34 | 14 | 5  | 15 | 49 | 49 | 0   |
|  | 8.   | GKS Bełchatów        | 46 | 34 | 12 | 10 | 12 | 50 | 43 | +7  |
|  | 9.   | Gryf Wejherowo       | 46 | 34 | 12 | 10 | 12 | 42 | 46 | -4  |
|  | 10.  | Rozwój Katowice      | 44 | 34 | 12 | 8  | 14 | 36 | 44 | -8  |
|  | 11.  | Stal Stalowa Wola    | 44 | 34 | 11 | 11 | 12 | 44 | 39 | +5  |
|  | 12.  | Rybnik               | 44 | 34 | 12 | 8  | 14 | 49 | 57 | -8  |
|  | 13.  | Znicz Pruszków       | 42 | 34 | 11 | 9  | 14 | 44 | 48 | -4  |
|  | 14.  | Błękitni Stargard    | 41 | 34 | 11 | 8  | 15 | 35 | 39 | -4  |
|  | 15.  | Kluczbork            | 39 | 34 | 9  | 12 | 13 | 37 | 51 | -14 |
|  | 16.  | Wisła Puławy         | 36 | 34 | 8  | 12 | 14 | 34 | 44 | -10 |
|  | 17.  | Gwardia Koszalin     | 28 | 34 | 6  | 10 | 18 | 36 | 72 | -36 |
|  | 18.  | Legionovia Legionowo | 27 | 34 | 7  | 6  | 21 | 36 | 56 | -20 |

Legenda:

      Promosse in I liga 2018-2019

  Ammesse ai play-off.

      Retrocesse in III liga 2018-2019

Tre punti a vittoria, uno a pareggio, zero a sconfitta.
La classifica viene stilata secondo i seguenti criteri:
- Punti conquistati
- Punti conquistati negli scontri diretti
- Differenza reti negli scontri diretti
- Reti realizzate negli scontri diretti
- Goal fuori casa negli scontri diretti (solo tra due squadre)
- Differenza reti generale
- Reti totali realizzate
- Fair-play ranking

## Statistiche

### Classifica marcatori
| Gol |  |  | Giocatore        | Squadra             |
| --- |  |  | ---------------- | ------------------- |
| 19  |  |  | Leândro          | Radomiak Radom      |
| 15  |  |  | Piotr Giel       | GKS Bełchatów       |
| 13  |  |  | Daniel Szczepan  | GKS 1962 Jastrzębie |
| 12  |  |  | Jewhen Radionow  | ŁKS Łódź            |
| 11  |  |  | Tomasz Ogar      | Garbarnia Kraków    |
| 10  |  |  | Kamil Jadach     | GKS 1962 Jastrzębie |
| 10  |  |  | Patryk Skórecki  | Błękitni Stargard   |
| 10  |  |  | Robert Ziętarski | Gwardia Koszalin    |
| 10  |  |  | Adam Żak         | Rozwój Katowice     |